# Pelle artificiale
Con il termine cute o pelle artificiale viene indicato un gruppo di sostituti cutanei biologicamente attivi sviluppati ed utilizzati in alternativa ai trapianti cutanei (auto-, allo- o xeno-) nella terapia delle gravi lesioni cutanee, ustioni, ulcerazioni ecc.
La guarigione di ferite pulite e non infette, che non rispondono completamente a trattamenti ordinari, può essere accelerata mediante l’innesto di sostituti dermici, con un’abbondante crescita tissutale, con un’apparenza migliore per la minore quantità di coaguli e l’eliminazione di tessuto necrotico.
Gli innesti di pelle artificiale presentano vari vantaggi rispetto ai tradizionali trapianti cutanei:
- minor rischio di rigetto e trasmissione di malattie rispetto a allo- e xenotrapianto
- maggiori possibilità di coprire anche aree molto ampie.
- non richiedono la rimozione del tessuto dal paziente stesso, come nell'autotrapianto. Rimozione che comporta una limitazione nella quantità di tessuto che può essere prelevato e che induce in un ulteriore trauma e un'ulteriore cicatrice.

Il termine viene utilizzato anche per tessuti sviluppati con tecniche di ingegneria tissutale a fine di ricerca biomedica ed hanno avuto grande rilevanza ed impiego "pelli artificiali" sviluppate per eseguire test cutanei alternativi ai test su animali.
Viene chiamata "cute artificiale" anche una pellicola flessibile con integrati sensori/trasduttori di pressione in grado di simulare il senso del tatto nelle protesi artificiali.

## Storia
La maggioranza delle ferite e lesioni cutanee guarisce il più delle volte spontaneamente, ma in presenza di lesioni estese e profonde il processo fisiologico necessario per la guarigione può richiedere tempi molto lunghi o può non avvenire. Fin dall'antichità vengono riportate medicazioni con trapianti di pelle umana o di animali. Ma solo dopo gli studi di Reverdin nel 1869 il trapianto di lembi di pelle per curare, in particolare, le ustioni divenne una procedura standard.
L'autotrapianto, l'allotrapianto con lembi di pelle prelevata da cadaveri e lo xenotrapianto con lembi di pelle prelevati da animali sono stati in casi specifici sostituiti dall'innesto di tessuti ingegnerizzati solo dopo gli studi di Rheinwald e Green, nel 1975, che proposero di utilizzare le colture di lamine di cheratinociti, coltivati secondo il metodo da loro stessi messo a punto quattro anni prima, per il trattamento di estese lesioni del tessuto cutaneo .
Un concetto compiuto di cute artificiale fu introdotto solo nel 1979 con la scoperta di Ioannis V. Yannas (professore nella divisione fibre e polimeri, dipartimento di ingegneria meccanica, Massachusetts Institute of Technology, Cambridge, Massachusetts) e John F. Burke (capo della divisione Traumi, Shriners Burns Institute, Boston) di come l'innesto di specifici tessuti ingegnerizzati oltre a proteggere la lesione, partecipassero attivamente ai processi fisiologici di rigenerazione e ricostruzione della pelle lesa.
Per i diversi brevetti registrati dal MIT relativi alla pelle artificiale 
I.V. Yannas nel 2015 è stato inserito nella National Inventors Hall Of Fame

## Descrizione
La pelle artificiale, utilizzata come sostituto cutaneo da innestare per ricoprire ferite traumatiche critiche, ustioni profonde, ulcerazioni e lesioni croniche , svolge varie funzioni
:
- evita che l’area si asciughi
- riduce la perdita di proteine essudative e cellule ematiche
- riduce il rischio di infezioni e funge da barriera
- favorisce la guarigione fornendo una guida strutturale alla rigenerazione del tessuto sottostante
- fornisce cellule, matrice extracellulare e fattori di crescita o di adesione che contribuiscono ai processi rigenerativi.

Con gli importanti sviluppi di ingegneria tissutale seguiti alle scoperte di Burke e Yannas, nel simulare sempre meglio struttura e funzionalità della pelle umana, le più avanzate pelli artificiali possono contenere 3 componenti fondamentali:
- cellule cutanee, prevalentemente cheratinociti e fibroblasti, ma la ricerca si sta focalizzando anche su altre cellule somatiche o staminali
- una impalcatura tridimensionale (nota come scaffold) che può interagire in certi casi anche come matrice extracellulare in cui le cellule possono migrare, costituita da strutture porose, filamentose, matrici di collagene acellulare, idrogel formati da macromolecole biologiche o da polimeri sintetici, microsfere e nanomateriali.
- fattori di crescita e di adesione, anche sotto forma di cellule non vitali che si comportano sostanzialmente come serbatoi di fattori di crescita.

Al 2017 lo stato dell'arte nello sviluppo ed utilizzo di pelle artificiale per innesti cutanei presenta alcuni limiti :
- Mancanza di ghiandole sebacee, sudoripare, follicoli piliferi, nervi periferici, pori, cellule del sistema immunitario
- Non sono disponibili cellule non-immunogeniche se non i fibroblasti neonatali
- Tempi lunghi nel caso in cui si coltivino cellule autologhe
- Processi di produzione, distribuzione e stoccaggio complessi e costosi

## Classificazione
La pelle artificiale in base alle caratteristiche specifiche può sostituire e/o agevolare la rigenerazione di alcuni componenti normalmente presenti nella cute umana.
Si distingue in:
- monostrato o multistrato ,
- acellulare o con cellule vive,
- di origine sintetica o biologica o composte,
- temporanea o permanente.

La classificazione legale dei diversi prodotti offerti come pelle artificiale si basa sulla composizione e sul meccanismo d’azione principale del prodotto. 
Nella UE, la maggior parte dei prodotti vengono classificati come dispositivi medici di Classe III. Negli USA, la normativa li
considera medical device che necessitano di una autorizzazione ad essere commercializzati ed usati da parte della FDA mediante il processo noto come 510(k) per dimostrarne sicurezza, efficacia ed ambito applicativo.  I prodotti derivati dalla cute di donatori vengono classificati come tessuti da Banca degli organi e dei tessuti umani. Visto il rapido sviluppo delle tecniche di ingegneria tissutale alcuni nuovi prodotti tuttavia non possono essere inseriti nelle categorie già esistenti ed il problema è ancora più complesso nei prodotti composti da due o più elementi regolamentati diversamente (cioè farmaci, dispositivi o prodotti biologici).